# Шатонёф-Миравай
Шатонёф-Мирава́й (фр. Châteauneuf-Miravail, окс. Chastèunòu-Miravalh) — коммуна во Франции, находится в регионе Прованс — Альпы — Лазурный Берег. Департамент коммуны — Альпы Верхнего Прованса. Входит в состав кантона Нуайе-сюр-Жаброн. Округ коммуны — Форкалькье.
Код INSEE коммуны — 04051.

## Население
Население коммуны на 2008 год составляло 75 человек.
| 1962 | 1968 | 1975 | 1982 | 1990 | 1999 | 2008 |
| ---- | ---- | ---- | ---- | ---- | ---- | ---- |
| 58   | 54   | 62   | 71   | 57   | 68   | 75   |

## Экономика
В 2007 году среди 45 человек в трудоспособном возрасте (15—64 лет) 33 были экономически активными, 12 — неактивными (показатель активности — 73,3 %, в 1999 году было 65,3 %). Из 33 активных работали 28 человек (17 мужчин и 11 женщин), безработных было 5 (2 мужчин и 3 женщины). Среди 12 неактивных 1 человек был учеником или студентом, 6 — пенсионерами, 5 были неактивными по другим причинам.

## Достопримечательности
- Руины замка Грав
- Церковь Св. Марии
- Часовня Сен-Мишель

## Фотогалерея

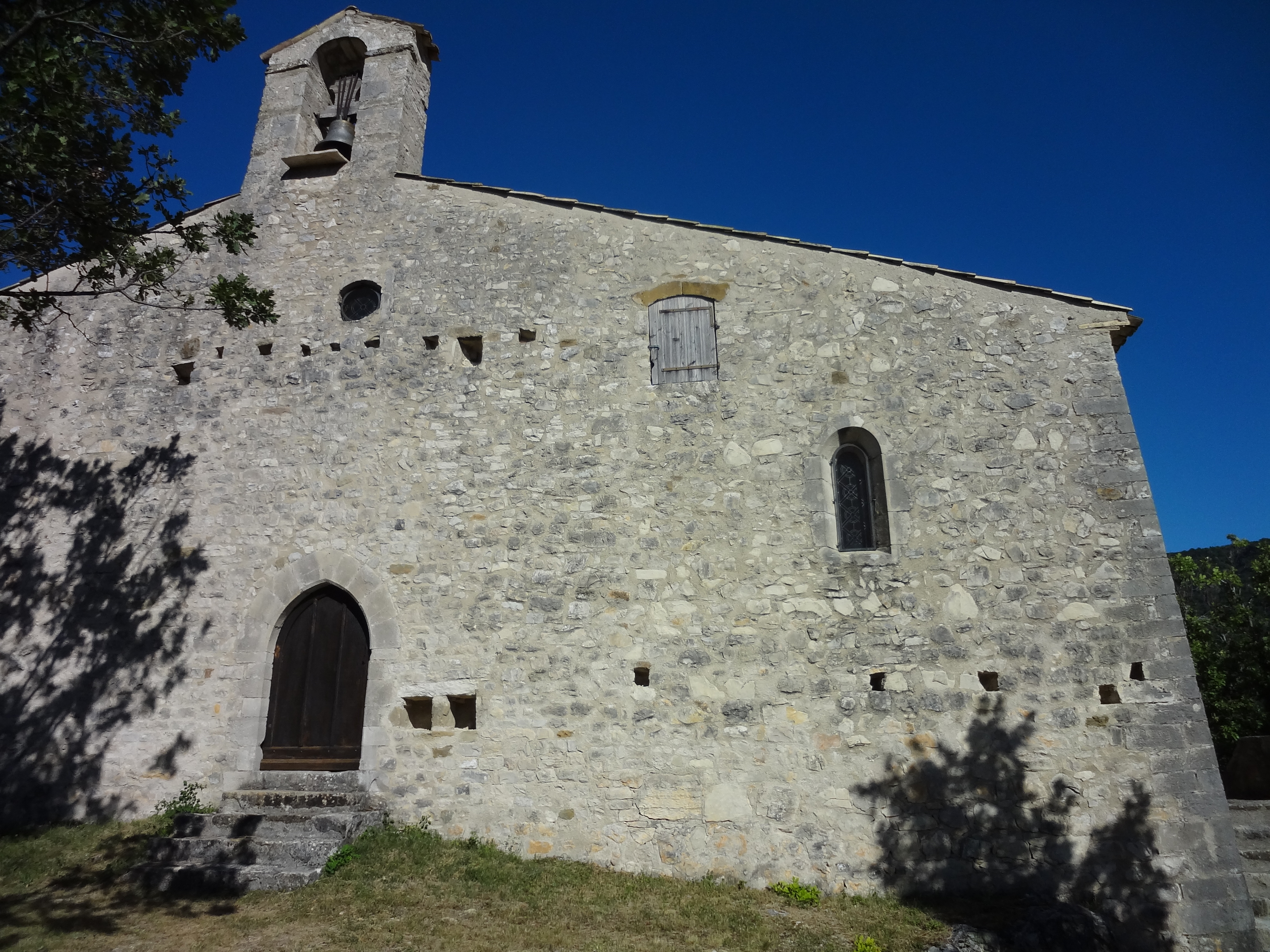
Церковь Св. Марии
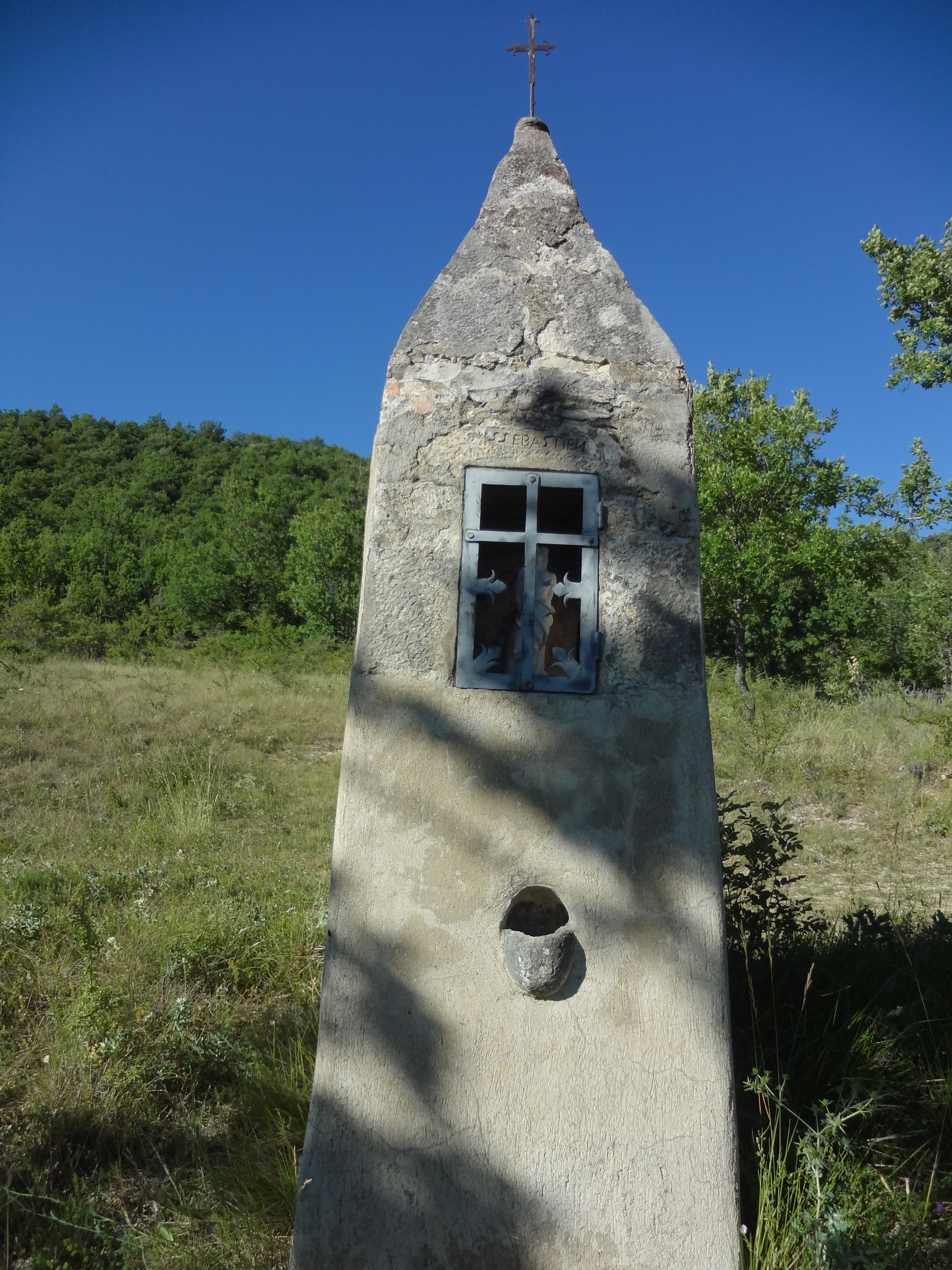
Ораторий Сен-Себастьен
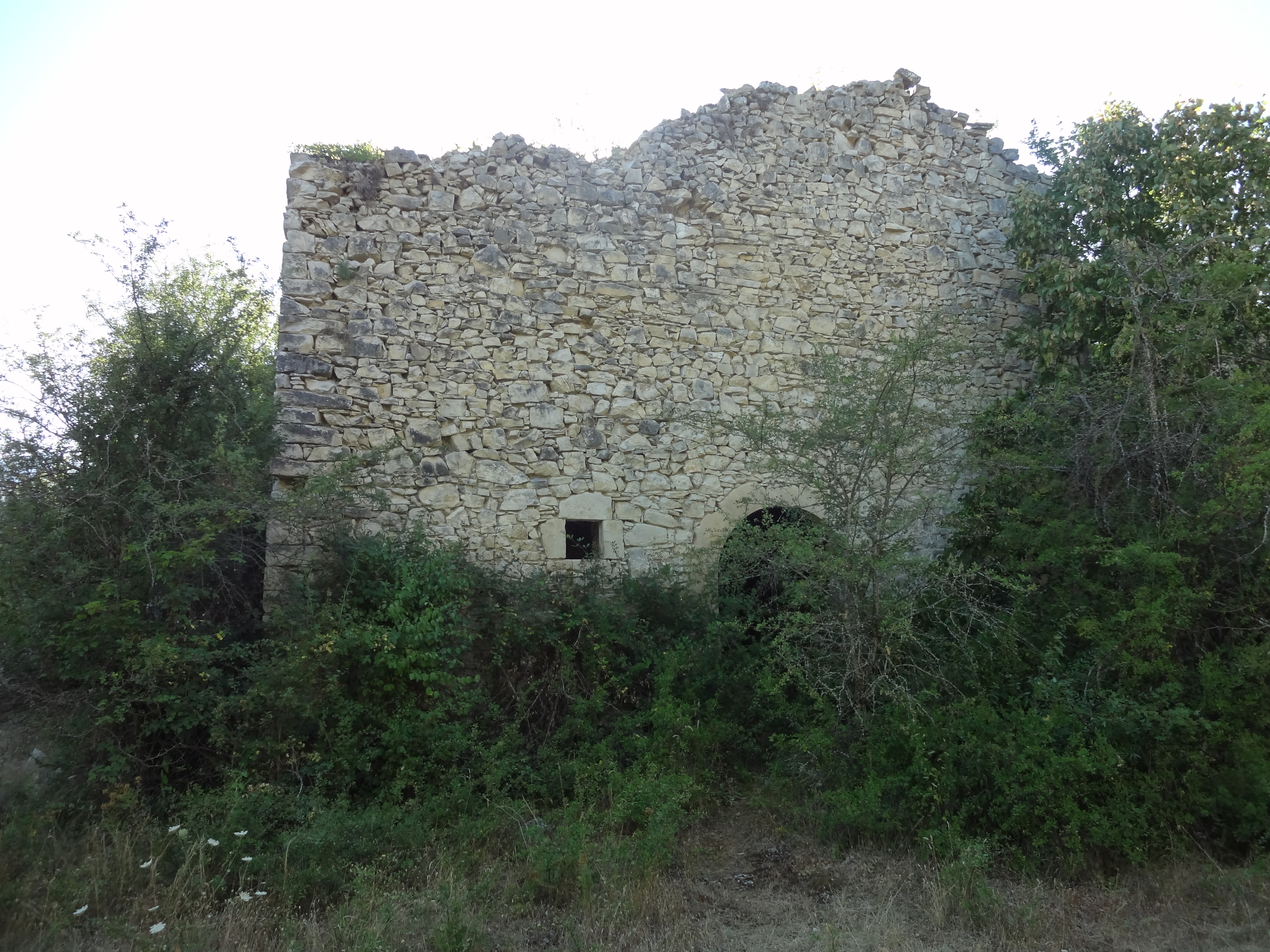
Руины замка Грав
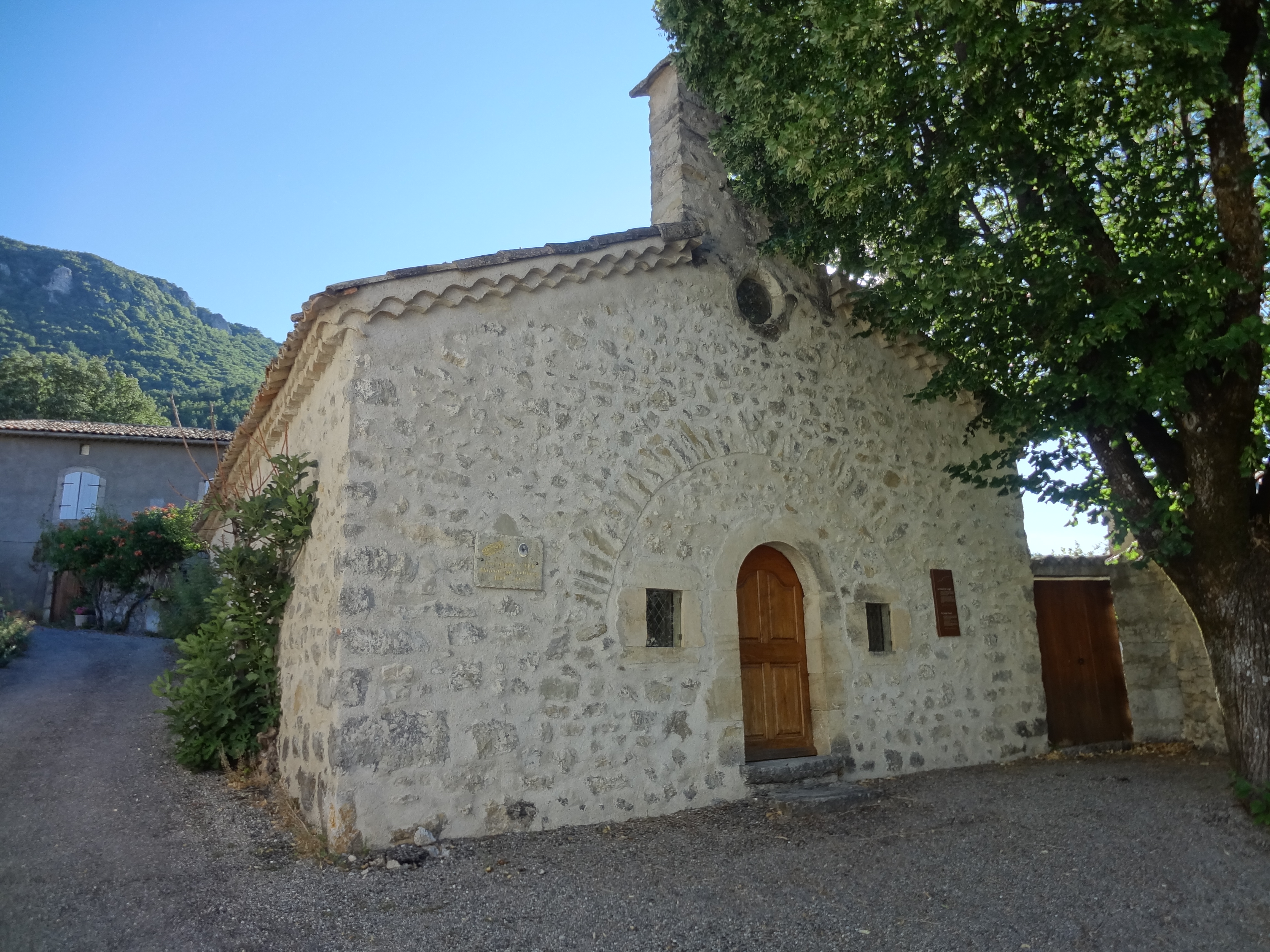
Часовня